# Cachoeira Saco Bravo
A cachoeira Saco Bravo, localizada próxima à Ponta Negra , em Paraty - RJ, dentro da Reserva Ecológica Estadual da Juatinga, é a única cachoeira da América Latina, e uma das 35 no mundo, que desagua no mar.

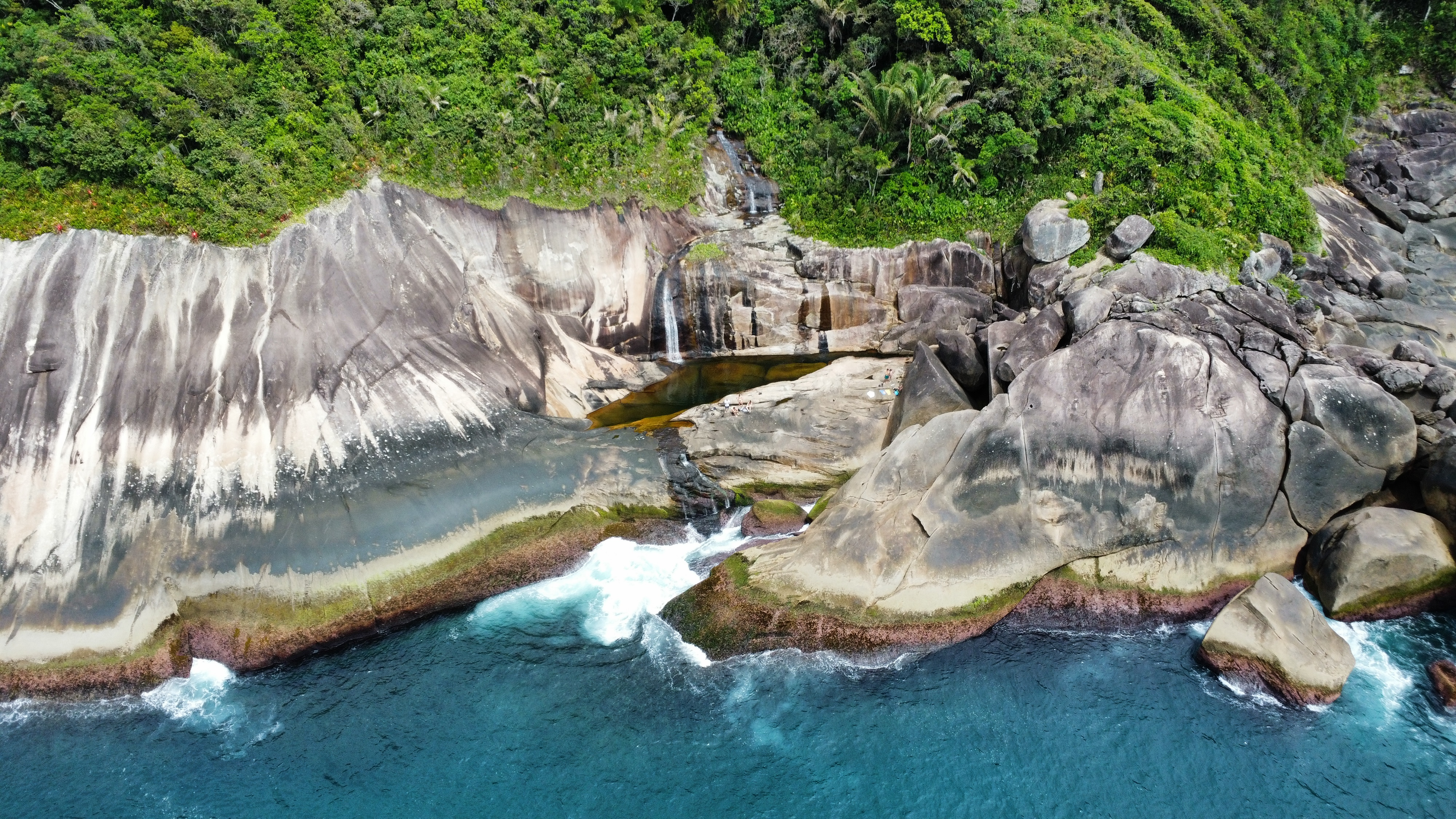
Visão frontal da Cachoeira Saco Bravo com seus dois níveis e piscina natural.

A queda é caracterizada por dois níveis, sendo o primeiro composto de uma piscina natural que forma junto ao horizonte uma piscina infinita. O local é considerado uma das sete maravilhas de Paraty.

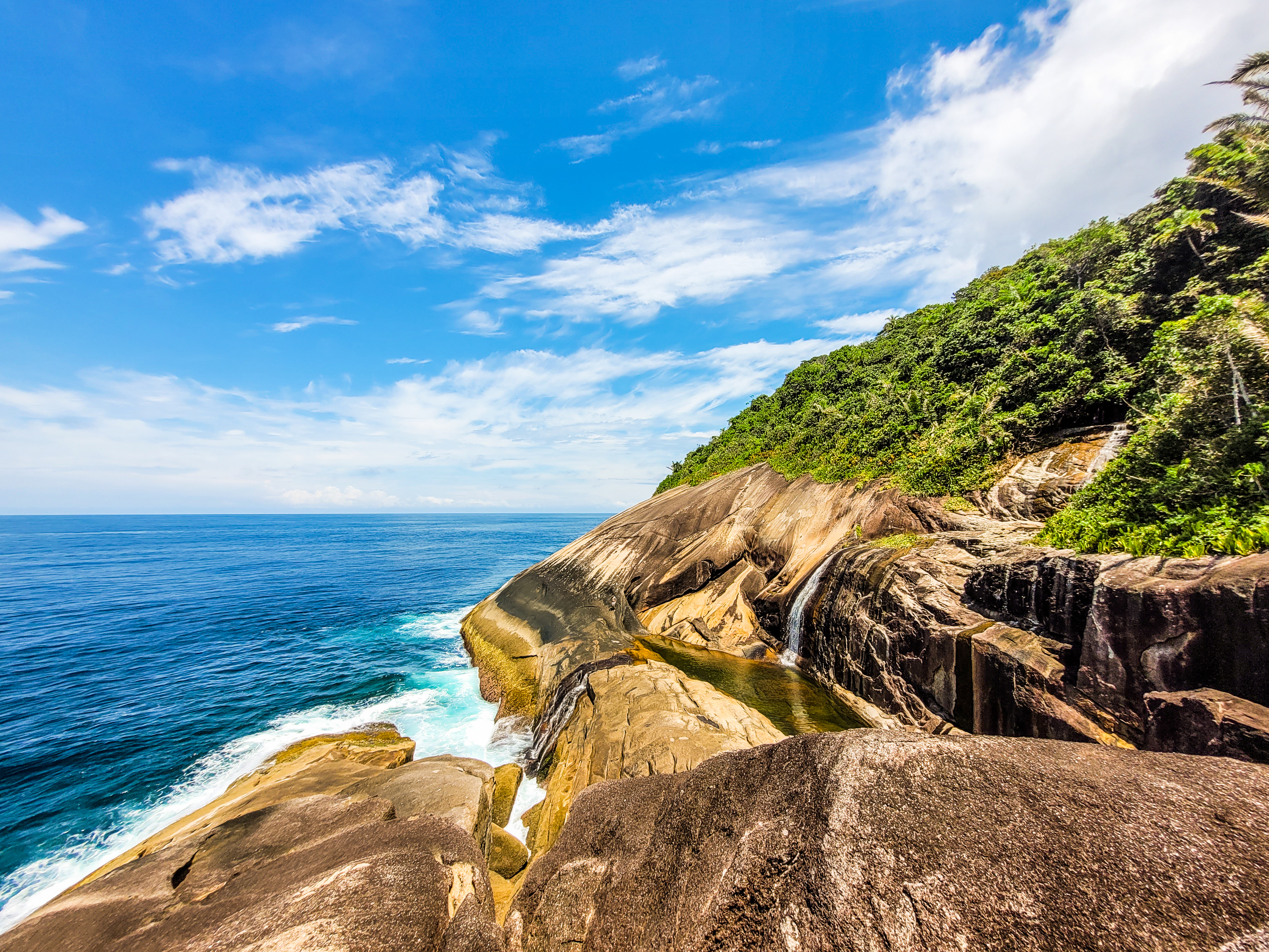
Vista lateral da Cachoeira Saco Bravo.

O Instituto Estadual do Ambiente (INEA), por meio da Resolução INEA nº 192/2019, publicada em 23 de dezembro de 2019 no Diário Oficial do Estado do Rio de Janeiro, estabeleceu normas para a visitação da Cachoeira Saco Bravo. A resolução limita a visitação a 140 pessoas por dia e torna obrigatória a contratação de guia de turismo credenciado pelo INEA para acessar a trilha que leva à cachoeira.